# Maury de Souza
Maury de Souza, connu sous le nom de Maury, né le 2 septembre 1962, à Campinas, au Brésil, est un ancien joueur brésilien de basket-ball. Il évolue durant sa carrière au poste de meneur. Il est le frère du basketteur Marcel de Souza.

## Palmarès
- Champion des Amériques 1988
- 3e du championnat des Amériques 1989, 1992, 1995
- Vainqueur des Jeux panaméricains de 1987